# Oratorio para el pueblo (álbum de 1979)
Oratorio para el pueblo, también conocido como Oratorio para el pueblo (2ª versión) o simplemente Para el pueblo, es el décimo octavo álbum en estudio oficial del cantautor chileno Ángel Parra como solista, interpretado en conjunto con la agrupación Ayacucho. Fue lanzado originalmente en 1979 por el sello francés L'Escargot, y corresponde a una segunda versión del álbum Oratorio para el pueblo lanzado en 1965, que posee otro ordenamiento de las canciones además de incluir canciones nuevas. En este caso, la totalidad de la música está compuesta por Ángel Parra.

## Lista de canciones
Toda la música compuesta por Ángel Parra. 
| Lado A |                                          |          |  |
| N.º    | Título                                   | Duración |  |
| 1.     | «El pueblo» (versión para guitarra sola) | 2:47     |  |
| 2.     | «Yo, pecador»                            | 3:03     |  |
| 3.     | «Señor, Ten piedad» (o «Kyrie»)          | 2:25     |  |
| 4.     | «Gloria»                                 | 2:05     |  |
| 5.     | «Credo»                                  | 2:25     |  |
| 6.     | «Consagración del pan y el vino»         | 1:11     |  |
| 13:56  |                                          |          |  |

| Lado B |                                     |          |  |
| N.º    | Título                              | Duración |  |
| 7.     | «El pueblo» (versión coral)         | 1:31     |  |
| 8.     | «Padre Nuestro»                     | 2:50     |  |
| 9.     | «Cordero de Dios»                   | 1:33     |  |
| 10.    | «Canto para después de la comunión» | 1:56     |  |
| 11.    | «Ave María»                         | 2:32     |  |
| 12.    | «Canción final»                     | 2:33     |  |
| 12:55  |                                     |          |  |

## Créditos
- Sergio Ortega: arreglos musicales.[5]